# Cricetulus griseus
Cricetulus griseus és una espècie de mamífer rosegador de la família dels cricètids. Viu als deserts de Mongòlia i el nord de la Xina. La seva longevitat és d'entre dos i tres anys. Les cèl·lules derivades dels seus ovaris es fan servir en la recerca biotecnològica i per a la fabricació de proteïnes en bioenginyeria. Poden ser animals de companyia. De vegades, els exemplars joves són bastant nerviosos, però una vegada se'ls ha domesticat es tornen força mansos.